# Partie de cartes
Partie de cartes (Partida de cartas) es una película muda en blanco y negro de 1895, dirigida y producida por Louis Lumière y protagonizada por Antoine Féraud.

## Argumento
Tres señores mayores, con sombrero y cigarros humeantes, están sentados en un patio. Dos de ellos empiezan a jugar a las cartas (Écarté), mientras que el tercero mira. Mientras va avanzando el juego, un camarero (más joven) camina llevando una bandeja con una botella de vino y vasos. El señor que miraba el juego, procede a servir los vasos mientras el camarero mira el juego de cartas.

## Producción
Fue rodada con el Cinématographe, una cámara todo en uno, que también sirve como proyector de películas y desarrollador. Al igual que con todas las primeras películas de Lumière, esta película fue hecha en un formato de 35mm con una relación de aspecto de 1.33:1.
La película se rodó en Villa du Clos des Plages en La Ciotat, Francia

## Reparto
- Antoine Féraud (camarero)
- Antoine Lumière (jugador de cartas)
- Félicien Trewey (jugador de cartas)
- Alphonse Winckler (jugador de cartas)

## Estado Actual
Dada su antigüedad, este cortometraje está disponible para su descarga gratuita desde Internet. También ha aparecido en una serie de colecciones de películas que incluyen "Landmarks of Early Film volume 1" y "The Movies Begin - A Treasury of Early Cinema, 1894-1913".